# Murder, She Boat
«Murder, She Boat» (titulado «Asesinato en el crucero» en Hispanoamérica y «Se ha escrito un crucero» en España) es el noveno episodio de la trigésimo quinta temporada de la serie de televisión animada estadounidense Los Simpson, y el 759 en total. Se emitió en los Estados Unidos en Fox el 17 de diciembre de 2023. El episodio fue dirigido por Chris Clements y escrito por Broti Gupta.
En este episodio, se culpa de un crimen a Bart mientras la familia Simpson está de crucero, por lo que Lisa investiga cuando él afirma ser inocente. Maurice LaMarche actuó como estrella invitada y el cineasta Taika Waititi apareció como él mismo. El episodio recibió críticas mixtas.

## Trama
Marge encuentra dos cheques de estímulo contra la pandemia que estaban atascados en el buzón. Lisa propone gastar el dinero en un crucero. La familia se entera de que se trata de un crucero de cultura pop que cuenta con el cineasta Taika Waititi entre los pasajeros. El hombre de las historietas llega para presentar su rara figura de juguete del Hombre Radioactivo con garras de Wolverine. Bart se enfada con él porque hace poco se rió de su cómic dibujado a mano. En la cena, donde la gente está mirando la figura, las luces se apagan. Cuando se restablece la iluminación, la cabeza de la figura ha sido cortada. Al ver a Bart con tres arañazos en la cara, los pasajeros culpan a Bart y lo meten en la cárcel del barco.
Bart le dice a Lisa que es inocente, y ella decide investigar. Waititi decide ayudarla. Entrevistan a los pasajeros y descubren que muchas personas a bordo tienen un motivo. En su habitación, Lisa descubre la cabeza de la figura debajo de la cama de Bart, lo que hace que Lisa piense que Bart es culpable. En la puerta, Rainier Wolfcastle le dice a Lisa que sabe quién es el culpable, pero queda inconsciente al ser golpeado por un escudo del Capitán América. Lisa corre tras el atacante pero sólo encuentra a Waititi comiendo comida dejada por los pasajeros en el pasillo. Se enteran de que Comic Book Guy ha desaparecido.
Waititi declara que ha resuelto el misterio. Dice que Comic Boy Guy había asegurado la figura y escapado con el dinero. Sin embargo, Lisa se fija en la ortografía británica de las palabras de la caja de la figura y presenta otra teoría. Cree que otra persona rompió su propia figura y fue al crucero a intercambiarlas. Acusa a Waititi del crimen. Los pasajeros registran la habitación de Waititi y encuentran la figura original. Detienen a Waititi y encuentran al Tipo del Cómic en el gimnasio del barco. Había grabado en secreto las entrevistas de Lisa y Waititi a los pasajeros y se escondía porque estaba avergonzado después de saber lo que la gente pensaba de él. Bart agradece a Lisa que le creyera, y ella se niega a mencionar que había perdido la fe.
Después de ver la tristeza de su esposa Kumiko durante su entrevista, el Tipo de los Cómics tira la figura al agua para dar prioridad a su matrimonio, para alegría de Kumiko.

## Producción
El cineasta Taika Waititi apareció como él mismo. Maurice LaMarche apareció como cosplayer vestido de Hedonismbot, personaje de la serie de televisión Futurama, creada por Matt Groening, al que pone voz LaMarche.

## Lanzamiento
El episodio se emitió simultáneamente en todas las zonas horarias de Estados Unidos a las 20.30 h ET/5.30 h PT tras un episodio especial de Krapopolis.

## Recepción

### Audiencia
El episodio obtuvo una audiencia de 0,53 con 2,08 millones de espectadores, que fue el segundo programa más visto de Fox esa noche.

### Respuesta de la crítica
John Schwarz de Bubbleblabber calificó el episodio con un 9 sobre 10. Elogió los diálogos escritos por Broti Gupta y la interpretación de Taika Waititi. Sin embargo, pensó que la solución al misterio era evidente. Cathal Gunning de Screen Rant pensó que el episodio se centró demasiado en la aparición de Waititi, dejando de lado a la familia Simpson. También consideró que el episodio reforzó la percepción de que Waititi es «autoindulgente».